# Hillsboro (Wisconsin)
Hillsboro è una città degli Stati Uniti d'America, situata in Wisconsin, nella Contea di Vernon.